# Somali in Italia
I  somali in Italia ammontano a circa 10 000 persone, cittadine italiane e/o somale, che si riconoscono come di discendenza dalla Somalia.
Al 2016 si contano 7 903 residenti somali in Italia, in leggera crescita rispetto ai 6 414 nel 2006. Le tre città con la maggiore concentrazione di somali in Italia sono Roma (1 885), Torino (464) e Firenze (443).